# География
Геогра́фия (от греч. γεωγραφία «землеописание», через лат. geographia или пол. geografia) — комплекс естественных и общественных наук, изучающих структуру, функционирование и эволюцию географической оболочки, взаимодействие и распределение в пространстве природных и природно-общественных геосистем и их компонентов. География изучает поверхность Земли (см. науки о Земле), её природные условия, распределение на ней природных объектов (см. физическая география), населения, экономических ресурсов (см. экономическая география), это сфера территориального распространения чего-либо.

## Предмет
Объект изучения географии — законы и закономерности размещения и взаимодействия компонентов географической среды и их сочетаний на разных уровнях. Сложность объекта исследования и широта предметной области обусловили дифференциацию единой географии на ряд специализированных (отраслевых) научных дисциплин, образующих систему географических наук. В её рамках выделяются естественные (физико-географические) и общественные (социально-экономические) географические науки. Иногда географическую картографию выделяют как отдельную географическую дисциплину.
География — одна из древнейших наук. Многие её основы были заложены в эллинскую эпоху. Обобщил этот опыт выдающийся географ Клавдий Птолемей в cередине II в н. э.
Расцвет западной географической традиции приходится на эпоху Возрождения, которая отмечается переосмыслением достижений эпохи позднего эллинизма и значительными достижениями в картографии, которые принято связывать с именем Герхарда Меркатора.
Основы современной академической географии в 1-й половине XIX века заложили Александр Гумбольдт и Карл Риттер.

## Методы

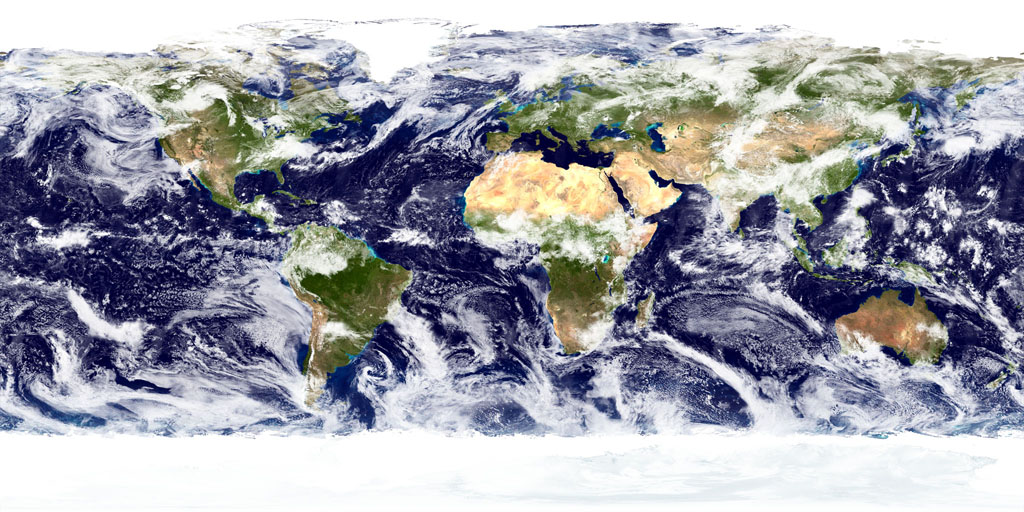
Спутниковый снимок Земли

Карта высот Земли

Универсальные методы естественных наук, обучающие упорядочивать любое многообразие в природе — логика и математика.
Карта как основа географических исследований
«От карты всякое географическое исследование исходит и к карте приходит, с карты начинается и картой заканчивается» (Н. Н. Баранский). Несмотря на внедрение в географию новых методов, картографический метод является одним из основных при проведении исследований. Связано это с тем, что карта — наиболее совершенный способ передачи пространственной информации. Метод моделирования в географии, геоинформационные и дистанционные методы опираются на картографический метод.
Географическая картина мира и географическая культура
Под географической культурой чаще всего понимают культуру географии как науки. Культуру географических знаний как учёных-географов, так и населения. В работах «Географическая культура» и «Географическая картина мира» В. П. Максаковский рассматривает эти взаимосвязанные понятия с позиции современной географии. В географическую культуру он включает следующие компоненты: 1) географическую картину мира, 2) географическое мышление, 3) методы географии, 4) язык географии. Между массовой и научной географической культурой существует разрыв, так как общество в основном сталкивается с описательной географией и не имеет представления о языке и методах современной географии.
Теоретическая география — это область высоко формализованных исследований пространственной организации географических явлений, делающая упор на выявление фундаментальных законов или закономерностей, общих как для физико-географических, так и для общественно-географических процессов. Основа теоретической географии была заложена в ходе количественной революции в географии, в дальнейшем получили развитие и качественные подходы.
Объектом изучения физической географии является географическая оболочка в целом, составляющие её природные комплексы и компоненты.
Основу физической географии составляет общее землеведение и ландшафтоведение. Общее землеведение занимается изучением закономерностей географической оболочки в целом, ландшафтоведение изучает ландшафтные комплексы.

## Географические науки
Современные географические науки делятся на физическую географию (относящуюся к наукам о Земле), социально-экономическую (общественную) географию (относящуюся к общественным наукам) и интегральные (комплексно изучающие отдельные территории или методы).

### Физико-географические науки
- климатология
- метеорология
- геоморфология
- гидрология
- океанология
- гляциология
- криолитология
- биогеография
- география почв
- палеогеография
- ландшафтоведение
- общее землеведение

### Общественно-географические науки
- экономическая география
- социальная география
- политическая география
- культурная география
- историческая география
- геоурбанистика
- руралистика (география сельского расселения)

### Интегральные географические науки
- картография и геоинформатика
- теоретическая география
- страноведение
- историческая география
- геоэкология
- медицинская география
- рекреационная география
- военная география

## История географии

### География Древнего Востока

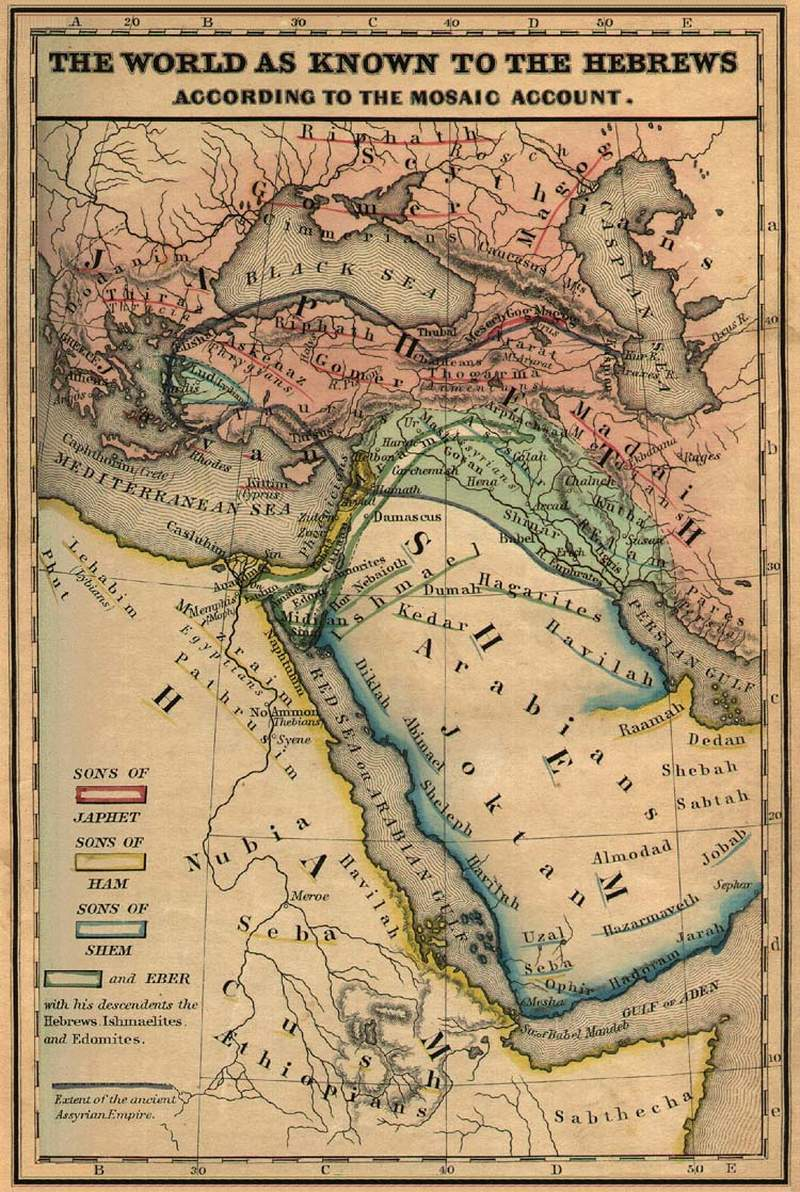
Мир, известный древним евреям. Жребии сыновей Ноя с наложением на карту XIX века. Исторический учебник и атлас библейской географии Лаймана Коулмана, 1854

Во втором тысячелетии до н. э. в Древнем Египте снаряжались экспедиции в центр Африки, по Средиземному и Красному морям. Расселение народов, войны и торговля расширяли знания людей об окружающих пространствах, вырабатывали навыки ориентирования по Солнцу, Луне и звёздам. Зависимость земледелия и скотоводства от разливов рек и других периодических природных явлений определила появление календаря.
В III—II тысячелетии до н. э. представители Хараппской цивилизации (на территории современного Пакистана) открыли муссоны. Элементы географии содержат священные древнеиндийские книги. В «Ведах» целая глава посвящена космологии. В «Махабхарате» можно найти перечень океанов, гор, рек. Уже в IX—VIII веках до н. э. в Древнем Китае при выборе места для постройки крепости составляли карты подходящих участков. В III веке до н. э. появляются сочинения, целиком посвящённые географии, компас и прибор для измерения расстояния, а в III веке н. э. — «Региональный атлас» Китая на 18 листах.

### Античная средиземноморская география
Досократическая философская традиция уже породила немало предпосылок к появлению географии. Древнейшие описания Земли носили у греков название «периодов» (περίοδοι), то есть «объездов»; название это применялось одинаково к картам и описаниям; им пользовались нередко и впоследствии вместо названия «география»; так, Арриан называет этим именем общую географию Эратосфена. Одновременно употреблялись также названия «перипл» (περίπλος) в смысле морского объезда, описания берегов, и «периегез» (περιήγησις) — в смысле сухопутного объезда или путеводителя.
Страбон противопоставляет «периплы» (как односторонние описания с перечислениями гаваней, которые составляли мореходы, не собирающие сведений о странах, удалённых от берегов) «периегезам», содержащим в себе подробное описание стран, и таким географическим трудам, как Эратосфенов, имевшим задачей астрономическо-математическое определение величины земного шара и вида и распределения «обитаемой земли» (οίκουμένη) на его поверхности.
Название «периегезы» Страбон придаёт и частям своего собственного сочинения, подробно описывающего известные тогда страны, иногда, впрочем, смешивая термины «периегез» и «перипл», тогда как другие авторы явственно отличают периплы от периегезов, причём у некоторых позднейших авторов название «периегез» употребляется даже в смысле наглядного представления всей обитаемой земли.

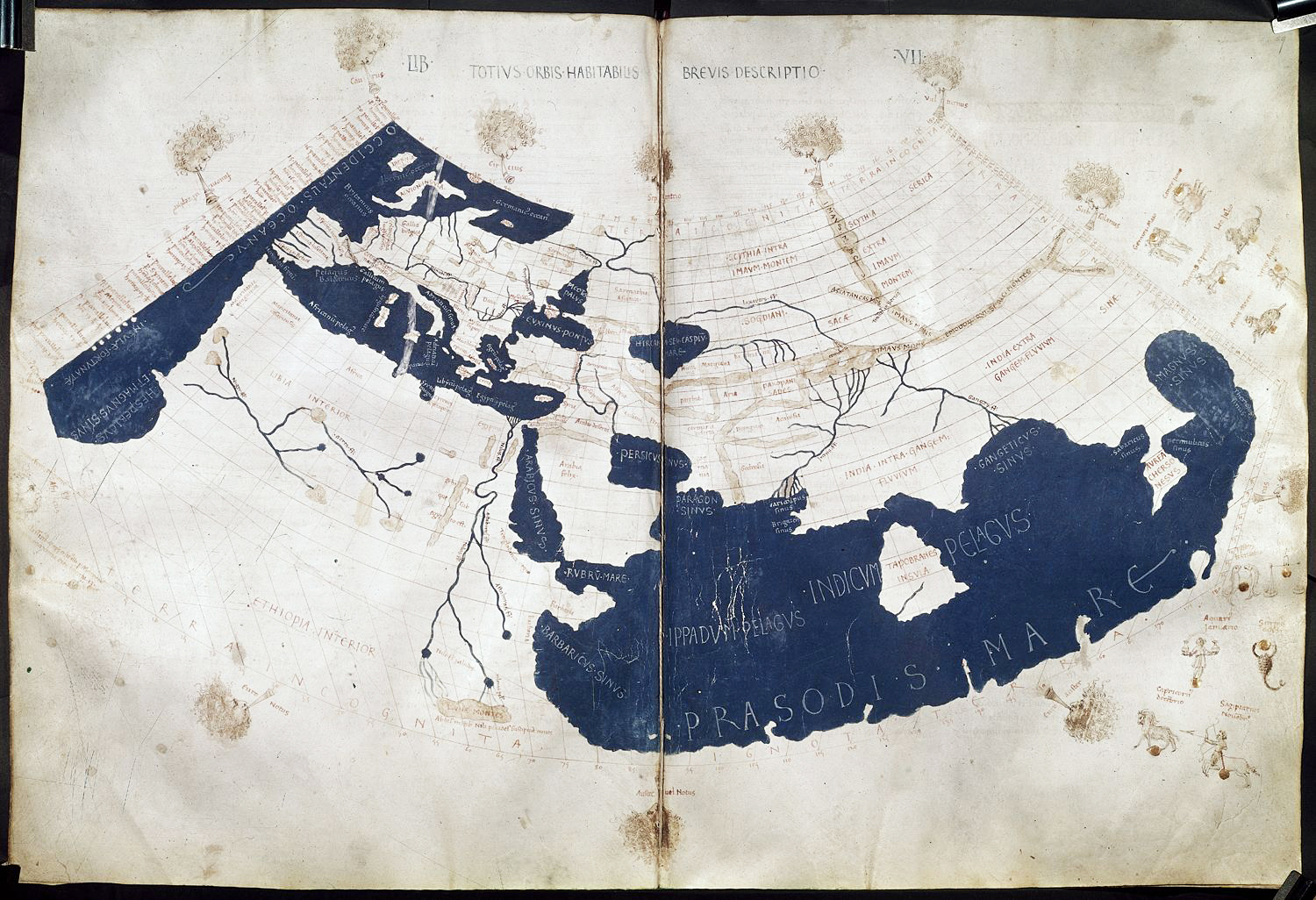
Карта мира середины XV века, основанная на рукописях Птолемея по географии II века

Есть указания, что периоды или периплы (рядом с документами или грамотами об основании городов, ктизисами) были первыми греческими манускриптами, первыми опытами применения заимствованного у финикийцев искусства письма.
Составители географических «объездов» назывались «логографами»; они были первыми греческими писателями-прозаиками и предшественниками греческих историков. Геродот пользовался ими немало при составлении своей истории. Немногие из этих «объездов» дошли до нас, и то более позднейшего времени: некоторые из них, как «Перипл Красного моря» (I век н. э.) или «Перипл Понта Эвксинского» — Арриана (II в. после Р. X.), составляют важные источники по древней географии. Формой перипла пользовались в позднейшее время для описания «обитаемой земли», совершая вокруг неё как бы мысленный, воображаемый объезд. Такой характер имеет, например, география Помпония Мелы (I век н. э.) и прочие.
Название «объезд» было в данном случае тем более подходящим, что древнейшее представление греков о Земле соединялось с представлением о круге. Это представление, естественно и закономерно вызываемое круглой линией видимого горизонта, встречается уже у Гомера, где оно имеет только ту особенность, что земной диск представлялся омываемым рекой «Океаном», за пределами которой помещалось таинственное царство теней.
Океан-река уступил скоро место океану-морю в смысле внешнего моря, омывающего кругом обитаемую землю, но понятие о Земле, как о плоском круге, продолжало жить очень долго, по крайней мере в народных представлениях, и возродилось с новой силой в средние века. Хотя уже Геродот насмехался над теми, которые воображали себе Землю правильным диском, как бы выточенным искусным столяром, и считал не доказанным, чтобы обитаемая земля была окружена со всех сторон океаном, однако представление, что Земля есть круглая плоскость, несущая на себе в виде острова круглую же «обитаемую землю», господствовало в период древнейшей ионической школы. Оно нашло себе выражение и в картах Земли, которые также делались круглыми и первая из которых приписывается обычно Анаксимандру.
До нас также дошло известие о круглой карте Аристагора, современника Гекатея Милетского, исполненной на меди и изображавшей море, землю и реки. Из свидетельств Геродота и Аристотеля можно заключить, что на древнейших картах обитаемая земля изображалась также круглой и омываемой кругом океаном; с запада, от Геркулесовых столбов, середина ойкумены была прорезана внутренним (Средиземным) морем, к которому с восточной окраины подходило восточное внутреннее море, и оба эти моря служили для отделения южного полукруга Земли от северного. Круглые плоские карты были в ходу в Греции ещё во времена Аристотеля и позже, когда шаровидность Земли уже была признана почти всеми философами.
Анаксимандр выдвинул предположение о том, что Земля имеет форму цилиндра, и сделал революционное предположение, что на другой стороне «цилиндра» также должны жить люди. Он издавал и отдельные географические сочинения.

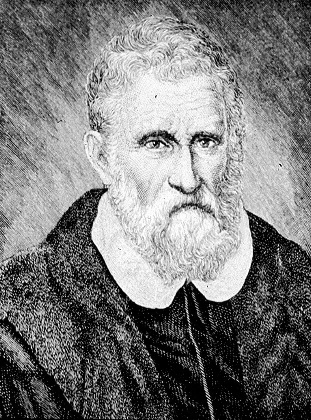
Марко Поло

В IV в. до н. э. — V в. н. э. античные учёные-энциклопедисты пытались создать теорию о происхождении и строении окружающего мира, изобразить известные им страны в виде чертежей. Результатами этих изысканий явилось умозрительное представление о Земле как о шаре (Аристотель), создание карт и планов, определение географических координат, введение в обиход параллелей и меридианов, картографических проекций. Кратет Малльский, философ-стоик, изучал строение земного шара и создал модель — глобус, также он предполагал, как должны соотноситься погодные условия северного и южного полушарий.
«География» в 8-ми томах Клавдия Птолемея содержала сведения о более чем 8000 географических названиях и координаты почти 400 точек. Эратосфен Киренский впервые измерил дугу меридиана и оценил размеры Земли, ему принадлежит и сам термин «география» (землеописание). Страбон был родоначальником страноведения, геоморфологии и палеогеографии. В трудах Аристотеля изложены основы гидрологии, метеорологии, океанологии и намечается разделение географических наук.

### География Средневековья

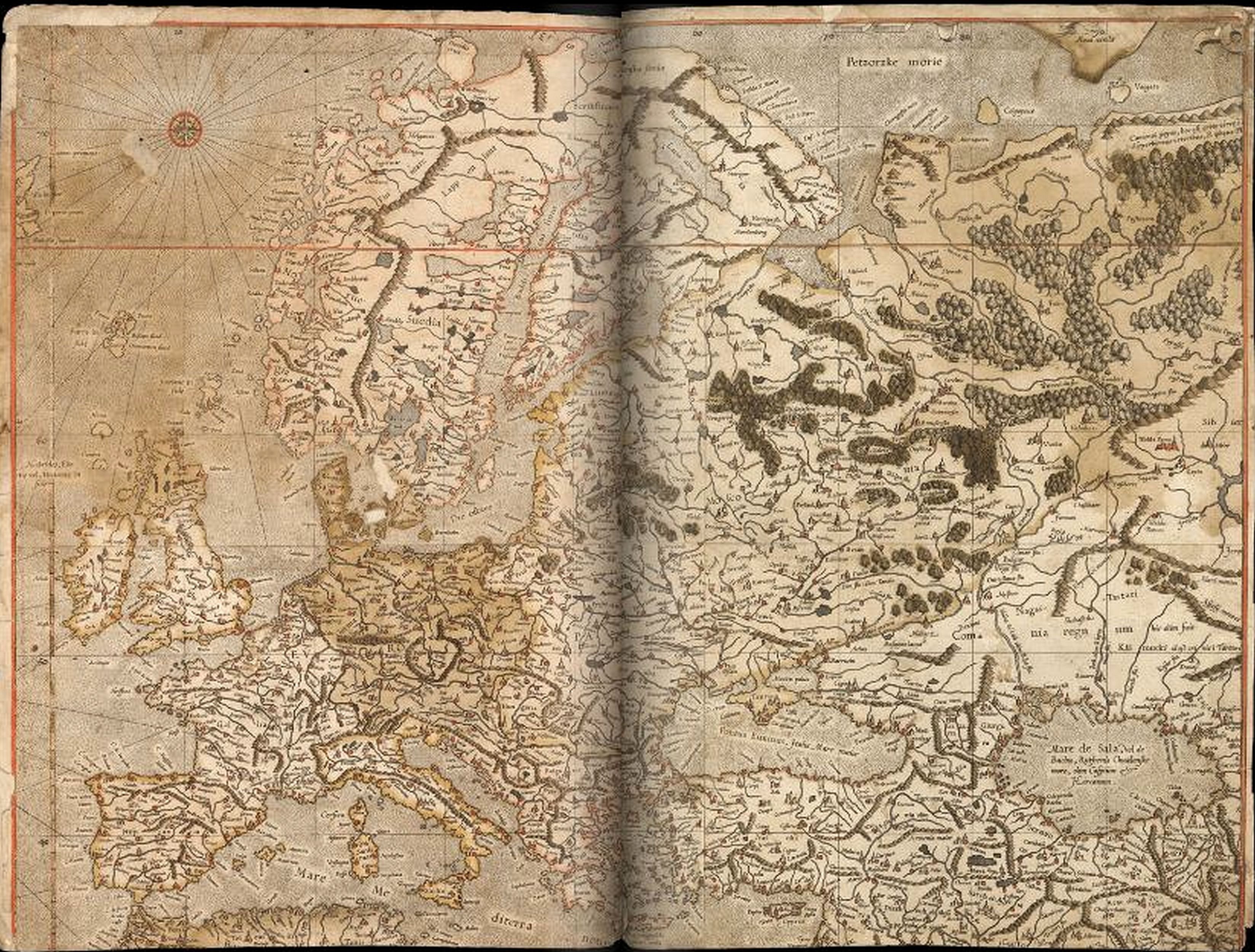
Карта Европы Меркатора, 1554

До середины XV в. открытия греков были забыты, и «центр географической науки» сместился на Восток. Ведущая роль в географических открытиях перешла к учёным Востока и Средней Азии. Это учёные и путешественники — Ибн Сина, Бируни, Идриси, Ибн Баттута. Важные географические открытия в Исландии, Гренландии и Северной Америке были сделаны норманнами, а также новгородцами, достигшими Шпицбергена и устья Оби.
Венецианский купец Марко Поло открыл для европейцев Восточную Азию. Афанасий Никитин, ходивший по Каспийскому, Чёрному и Аравийскому морям, достигнув Индии, описал природу и жизнь этой страны.

### Эпоха Великих географических открытий
Одним из первых выдающихся путешественников был историк Геродот — путешествовал по Египту, Малой Азии, Балканскому полуострову, а также по южным областям Восточно-Европейской равнины.
XV—XVII века — расцвет географии на фоне всеобщего подъёма культуры и науки. География стала важнейшей наукой, обогатилась сведениями о природе и населении почти всей суши, начала делиться на общую и частную. На карте Меркатора были показаны реальные очертания материков, а на карте Леонардо да Винчи — гипотетический Южный материк. В России же создали «Большой чертёж» Российского государства в 1627 году.

### Эпоха экспедиций

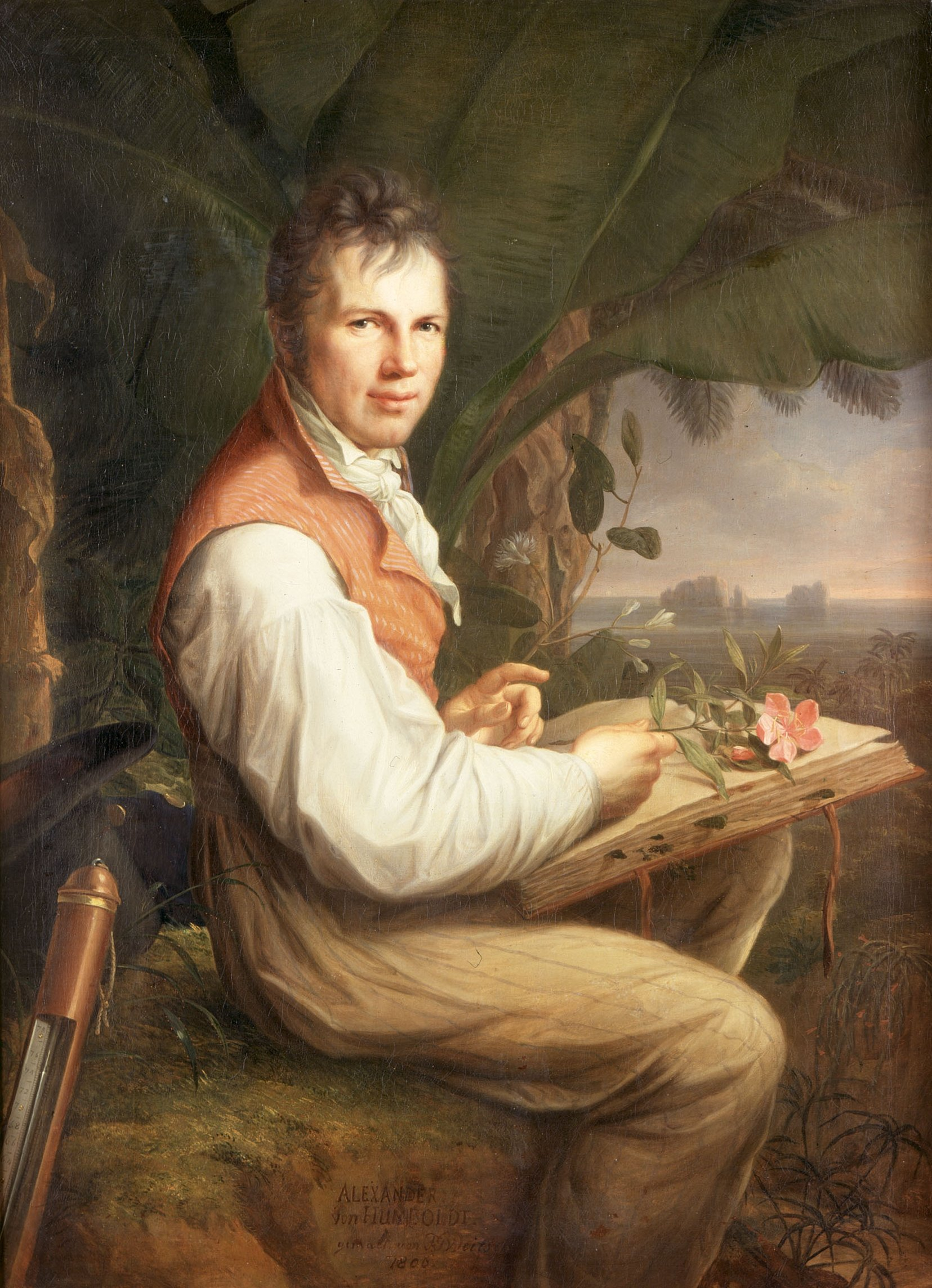
Александр фон Гумбольдт, 1806

В XVII—XVIII веках поиски новых земель и путей велись с государственным размахом. Большое значение приобрели фиксация, картографирование и обобщение приобретённых знаний. Поиски Южного материка закончились открытием Австралии (Янсзон) и Океании. Три кругосветных экспедиции совершил Джеймс Кук, открыв Гавайи и Большой Барьерный риф. Русские первопроходцы продвигались в Сибирь на Дальний Восток.
М. В. Ломоносов в 1739 году создал Географический департамент, а при Екатерине II составил первый кадастр землепользования. Кроме этого, он предложил идеи о непрерывном изменении лика Земли под влиянием внутренних и внешних сил, о движении воздушных масс, о слоях земных и т. д.
Научные экспедиции и теоретические открытия XIX — начала XX веков
Значительные территориальные открытия сочетались с глубокими теоретическими обобщениями, открытием географических законов (Гумбольдт, Риттер, Реклю, Тюнен). География уже не ограничивалась описанием фактов, но и пыталась дать им объяснения. Проводятся прикладные географические исследования и создаются научные географические общества.
В России сформировались: Русское географическое общество, географические школы, представители которых (Ф. П. Литке, П. П. Семёнов-Тян-Шанский, Н. М. Пржевальский, П. А. Кропоткин, Н. Н. Миклухо-Маклай, А. И. Воейков, В. В. Докучаев, К. И. Арсеньев) внесли большой вклад в исследование Евразии и других регионов мира.
В 1884 году в Московском университете Д. Н. Анучиным была создана первая кафедра географии (Географический факультет МГУ).

### Географы
Учёные, внёсшие наиболее значительный вклад в развитие географии:
- Айзард, Уолтер

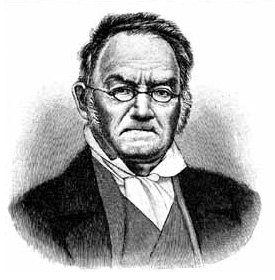
Карл Риттер

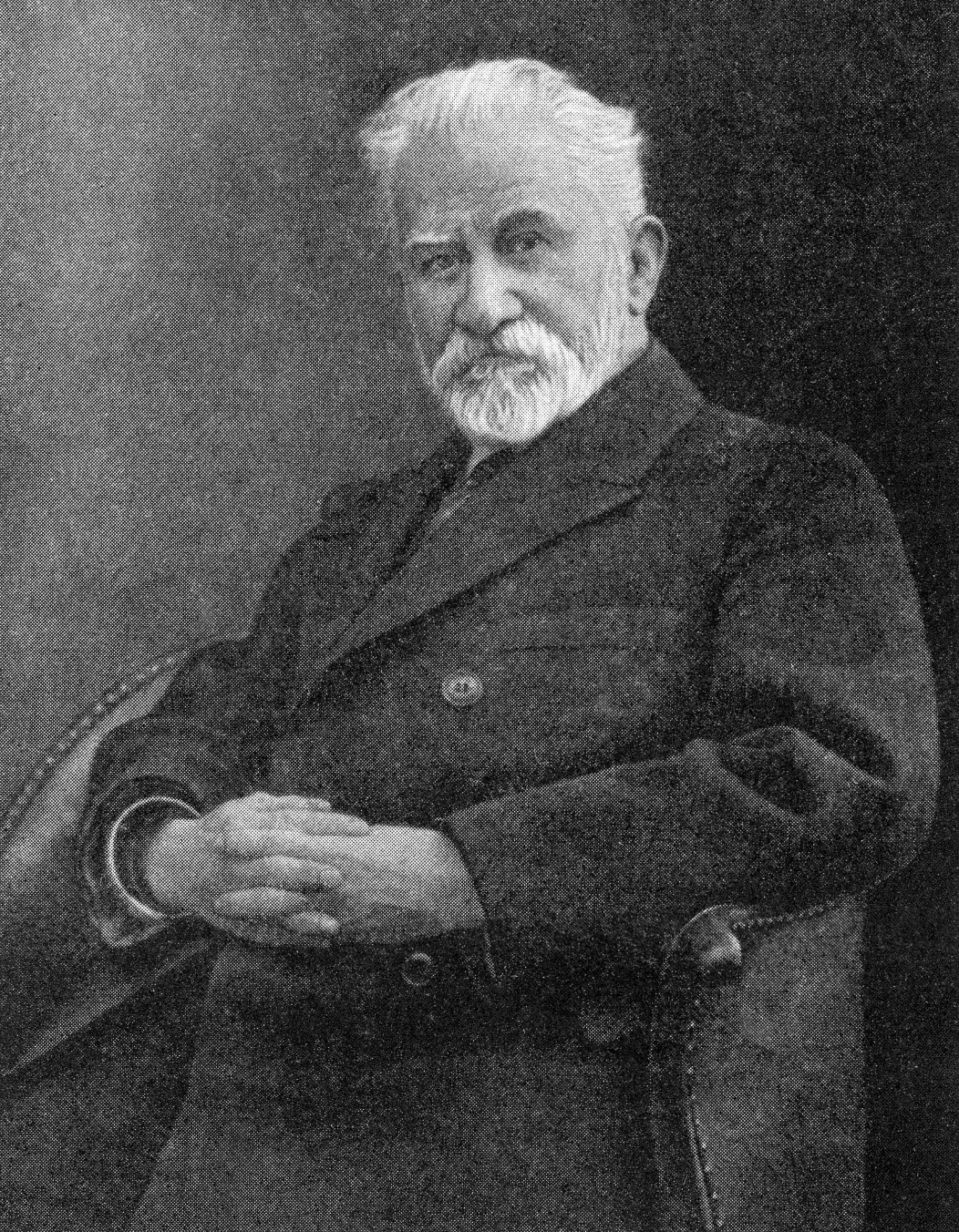
Дмитрий Анучин

- Александров, Иван Гаврилович
- Анучин, Дмитрий Николаевич
- Арсеньев, Константин Иванович
- Баранский, Николай Николаевич
- Берг, Лев Семёнович
- Бунге, Вильям
- Варен, Бернхард
- Вебер, Альфред
- Вернадский, Владимир Иванович
- Видаль де ла Блаш, Поль
- Воейков, Александр Иванович
- Вронченко, Михаил Павлович
- Геттнер, Альфред
- Григорьев, Андрей Александрович
- Гумбольдт, Александр фон
- Докучаев, Василий Васильевич
- Зауэр, Карл Отвин
- Исаченко, Анатолий Григорьевич
- Калесник, Станислав Викентьевич
- Колосовский, Николай Николаевич
- Краснов, Андрей Николаевич
- Кристаллер, Вальтер
- Кржижановский, Глеб Максимилианович
- Кусов, Владимир Святославович
- Лёш, Август
- Максаковский, Владимир Павлович
- Миллер, Герхард Фридрих
- Мильков, Фёдор Николаевич
- Мечников, Лев Ильич
- Морозов, Георгий Фёдорович
- Паллас, Петер Симон
- Преображенский, Владимир Сергеевич
- Ратцель, Фридрих
- Риттер, Карл
- Салищев, Константин Алексеевич
- Семёнов-Тян-Шанский, Вениамин Петрович
- Семёнов-Тян-Шанский, Пётр Петрович
- Солнцев, Николай Адольфович
- Сочава, Виктор Борисович
- Сукачёв, Владимир Николаевич
- Страбон
- Татищев, Василий Никитич
- Тюнен, Иоганн фон
- Хагерстранд, Торстен
- Хаггет, Питер
- Харви, Дэвид
- Хартсхорн, Ричард
- Ходзько, Иосиф Иванович
- Черский, Ян Доминикович
- Чорли, Ричард
- Элизе Реклю, Жан Жак
- Чокан Валиханов

и многие другие.
Путешественники, совершившие самые значительные географические открытия:

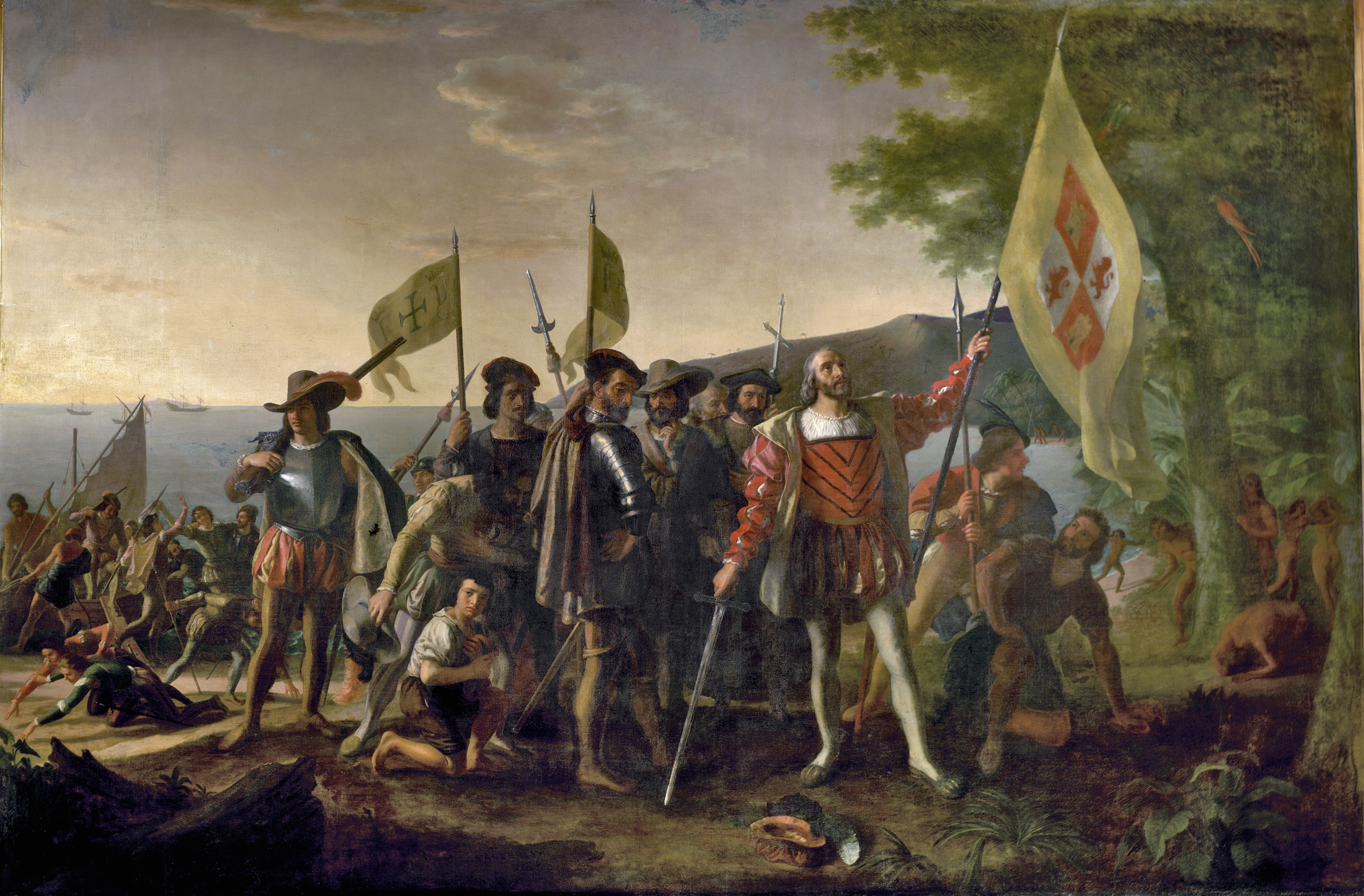
Христофор Колумб

- Беллинсгаузен, Фаддей Фаддеевич
- Васко да Гама
- Веспуччи, Америго
- Колумб, Христофор
- Крузенштерн, Иван Фёдорович
- Кук, Джеймс
- Лазарев, Михаил Петрович
- Магеллан, Фернан
- Марко Поло
- Пржевальский, Николай Михайлович.

См. также: Список географов России.

## Основные географические проблемы
Проблемы, стоящие на пути развития географии и географических наук.
- Проблема единства географии как науки и поиск единого объекта исследования.
- Проблема развития теоретической географии и философских основ в географии.
- Проблема «утраты» практических наук (землеустройство, мелиорация и пр.) и общественного интереса к географии.

## Основные географические дискуссии
Данные дискуссии до сих пор актуальны в географии, играют огромную роль в географической науке и, возможно, не имеют однозначного решения. Многие из географических дискуссий сосредоточились вокруг терминологии, классификации и других внешне формальных построений. Однако терминология и классификация — не что иное, как концентрированное изложение теоретических взглядов учёных, и за дискуссией об определении стоят целые научные школы, теории и гипотезы. 
- Определение географии как науки, существует ли такая наука, предмет изучения географических наук.
- Определения понятия «географическая оболочка», отличие географической оболочки от геосфер Земли.
- Определения понятия «географическое пространство»; не определена физическая область этого «пространства» и границы применимости термина.
- Определения понятия «географическая политика или геополитика», которое либо не определено вообще в национальном лексиконе ряда стран, либо имеет слишком широкое и неопределённое толкование.
- Определение системы географических наук, место отдельных наук в этой системе и их значения для других наук.
- Теоретическая география и есть ли таковая, какая из наук может называться теоретической географией или это отдельная дисциплина, существуют ли общегеографические теории.
- Хорологический подход в географии, его главенство в географических исследованиях, является ли география «чистой» хорологической наукой или должна исследовать не только пространственные закономерности.
- Определение понятия «карта», отличие карты от других моделей.
- Определения понятий «ландшафт», «природно-территориальный комплекс», «геосистема», существует ли объективно ландшафт, сущность физико-географического районирования.
- «Дискретность» и «континуальность» географической оболочки.
- Научное направление «Стратегическая география», которое в силу своей новизны и широкого охвата различных — стратегического характера — аспектов «традиционных географий» и сложной внутренней структуры подлежит всестороннему анализу и проверке применимости её средств и методов в практике изучения геополитических процессов.